# Ojkonim
Ojkonim (grec. oikos - dom, mieszkanie, gospodarstwo), nazwy miejscowe – nazwy wszelkich osad ludzkich: miast, wsi, przysiółków. Niekiedy przez ten termin rozumie się nazwy geograficzne w ogóle. Klasyfikacja nazw miejscowych może się opierać na różnych kryteriach.